# Compartilhamento de conhecimento
O compartilhamento de conhecimento é uma atividade através da qual o conhecimento (ou seja, informações, habilidades ou conhecimentos) é trocado entre pessoas, amigos, famílias, comunidades (por exemplo, Wikipédia) ou organizações.  
As organizações reconheceram que o conhecimento constitui um ativo intangível valioso para criar e sustentar vantagens competitivas. As atividades de compartilhamento de conhecimento geralmente são apoiadas por sistemas de gerenciamento de conhecimento. Como exemplo, um questionário respondido por 1.088 funcionários de uma grande empresa brasileira evidencia o processo de aprendizado organizacional analisando-se um conjunto de ferramentas incorporadas às rotinas da firma em relação à sua função acessória de compartilhamento de conhecimento, constando a validade de ferramentas de trabalho como catalisadores da transferência do conhecimento. No entanto, a tecnologia constitui apenas um dos muitos fatores que afetam o compartilhamento de conhecimento nas organizações, como cultura organizacional, confiança e incentivos. O compartilhamento de conhecimento constitui um grande desafio no campo da gestão do conhecimento, porque alguns funcionários tendem a resistir a compartilhar seus conhecimentos com o resto da organização.
No mundo digital, sites e aplicativos permitem o compartilhamento de conhecimento ou de talentos entre indivíduos e/ou dentro de equipes. Os indivíduos podem facilmente alcançar as pessoas que querem aprender, compartilhar seus talentos e serem recompensados. 

## Fluxo ou transferência
Embora o conhecimento seja comumente tratado como um objeto, Dave Snowden argumentou que é mais apropriado ensiná-lo como um fluxo e uma coisa. Conhecimento como um fluxo pode estar relacionado ao conceito de conhecimento tácito,    Embora a dificuldade de compartilhar conhecimento esteja na transferência de conhecimento de uma entidade para outra,  pode ser proveitoso para reconhecer as dificuldades de transferência de conhecimento, adotando novas estratégias de gestão do conhecimento. 

## Conhecimento explícito
O compartilhamento explícito de conhecimento ocorre quando o conhecimento explícito é disponibilizado para ser compartilhado entre entidades. O compartilhamento explícito de conhecimento pode ocorrer com êxito quando os seguintes critérios são atendidos: 
- Articulação: o provedor de conhecimento pode descrever as informações.[1]
- Conscientização: o destinatário deve estar ciente de que o conhecimento está disponível. [1]
- Acesso: o destinatário do conhecimento pode acessar o provedor de conhecimento. [1]
- Orientação: o corpo do conhecimento deve ser definido e diferenciado em diferentes tópicos ou domínios, de modo a evitar a sobrecarga de informação e fornecer acesso fácil ao material apropriado. Os gerentes de conhecimento são frequentemente considerados figuras-chave na criação de um sistema efetivo de compartilhamento de conhecimento. [1] [15]
- Completude: a abordagem holística para o compartilhamento de conhecimento na forma de conhecimento gerido centralmente e auto-publicado.

## Conhecimento tácito
O compartilhamento de conhecimento tácito ocorre por meio de diferentes tipos de socialização. Embora o conhecimento tácito seja difícil de identificar e codificar, os fatores relevantes que influenciam o compartilhamento de conhecimento tácito incluem: 
- Redes informais, tais como interações diárias entre pessoas dentro de um ambiente definido (trabalho, escola, casa, etc.). Essas redes abrangem hierarquias e funções.[15]
- O fornecimento de espaço onde as pessoas podem participar de discussões não estruturadas ou não monitoradas, promovendo redes informais.[15][16]
- Práticas de trabalho não estruturadas, menos estruturadas ou experimentais que incentivam a solução criativa de problemas e o desenvolvimento de redes sociais . [15]

## Conhecimento incorporado
O compartilhamento integrado de conhecimento ocorre quando o conhecimento é compartilhado por meio de produtos, processos, rotinas, etc. claramente delineados. Esse conhecimento pode ser compartilhado de diferentes maneiras, como: 
- Planejamento de cenário e debriefing: fornecendo um espaço estruturado para criar possíveis cenários, seguido de uma discussão sobre o que aconteceu e como poderia ter sido diferente.[17]
- Treinamento gerencial.
- Transferência de conhecimento: integrar deliberadamente sistemas, processos, rotinas, etc., para combinar e compartilhar conhecimento relevante.

## Importância para as organizações
O conhecimento constitui um ativo valioso e intangível para criar e sustentar vantagens competitivas dentro das organizações. Diversos fatores afetam o compartilhamento de conhecimento nas organizações, como cultura organizacional, confiança, incentivos e tecnologia. As atividades de compartilhamento de conhecimento são geralmente apoiadas por sistemas de gerenciamento de conhecimento, uma forma de tecnologia da informação (TI) que facilita e organiza informações dentro de uma empresa ou organização. Por exemplo, a implementação de fóruns de discussão para permitir um diálogo significativo, aquisição de conhecimento e envolvimento de pares pode pavimentar o caminho para uma cultura de compartilhamento de conhecimento em oposição a uma cultura de acumulação de conhecimento.

## Desafios
O principal desafio é o aprendizado ou a aquisição de conhecimento, pois é esse que torna os bens intelectuais utilizáveis. O compartilhamento de conhecimento pode às vezes constituir um grande desafio no campo da gestão do conhecimento.  A dificuldade de compartilhar conhecimento reside na transferência de conhecimento de uma entidade para outra.   Alguns funcionários tendem a resistir a compartilhar seus conhecimentos  por causa da noção de que conhecimento é propriedade; a posse, portanto, se torna muito importante.  Para neutralizar isso, os indivíduos devem ter certeza de que receberão algum tipo de incentivo para o que eles criam.  No entanto, Dalkir (2005) demonstrou que os indivíduos são mais recompensados pelo que sabem e não pelo que compartilham.  Consequências negativas, como isolamento e resistência a ideias, ocorrem quando o compartilhamento do conhecimento é impedido.  Para promover o compartilhamento de conhecimento e remover os obstáculos ao compartilhamento do conhecimento, a cultura organizacional de uma entidade deve incentivar a descoberta e a inovação.  Os membros que confiam uns nos outros estão dispostos a trocar conhecimento e, ao mesmo tempo, querem também adotar o conhecimento de outros membros. 

## Conexão a sistemas de tecnologia da informação
Os sistemas de tecnologia da informação (TI) são ferramentas comuns que ajudam a facilitar o compartilhamento de conhecimento e o gerenciamento do conhecimento. O papel principal dos sistemas de TI é ajudar as pessoas a compartilhar conhecimento por meio de plataformas comuns e armazenamento eletrônico para ajudar a tornar o acesso mais simples, incentivando a reutilização econômica do conhecimento. Os sistemas de TI podem fornecer codificação, personalização, repositórios eletrônicos para informações e podem ajudar as pessoas a se localizar para se comunicarem diretamente. Com treinamento e educação adequados, os sistemas de TI podem tornar mais fácil para as organizações adquirir, armazenar ou disseminar conhecimento. 

## Teoria Econômica
Na teoria econômica, o compartilhamento do conhecimento tem sido estudado no campo da organização industrial e no campo da teoria do contrato. Na organização industrial, Bhattacharya, Glazer e Sappington (1992) enfatizaram a importância do compartilhamento de conhecimento em joint ventures de pesquisa em um contexto de concorrência imperfeita.  Na teoria de contratos incompletos, Rosenkranz e Schmitz (1999, 2003) usaram a abordagem de direitos de propriedade de Grossman-Hart-Moore para estudar como o compartilhamento de conhecimento é afetado pela estrutura de propriedade subjacente.  